# Wallenbergs
Wallenbergs är en dokumentär TV-serie i tre delar från 2006 om familjen Wallenberg av den emmy-belönade filmaren Gregor Nowinski.
Serien sändes i Sveriges television 2007 och handlade om familjen Wallenberg. Bland andra Peter Wallenberg ställde upp med långa ingående intervjuer och öppnade familjens privata arkiv. Serien nominerades till kategorin Årets dokumentärprogram i Kristallen 2007.